# Stade de Saint-Marin
Pour les articles homonymes, voir Stade olympique.
 (avril 2025).
Le Stade de Saint-Marin situé à Serravalle est un stade à multi-usages basé à Serravalle, à Saint-Marin. Il est principalement utilisé pour les rencontres de football.
L'enceinte a une capacité de 5 115 places, toutes assises.
C'est  le club du Saint-Marin Calcio, évoluant en Série C2, qui y disputait ses rencontres à domicile lors du championnat de football italien.

Il accueille maintenant les matchs du championnat de Saint Marin et les  rencontres à domicile de l'équipe nationale de Saint-Marin.

### Autres références
1. ↑  « Clubs de première division en Europe » (consulté le 9 juin 2022)